# Charles Edward Poulett Thomson
Charles Edward Poulett Thomson (13 septembre 1799 – 19 septembre 1841), 1er baron Sydenham, est un homme politique et administrateur colonial britannique. Il fut gouverneur général de l'Amérique du Nord britannique, ainsi que le premier gouverneur de la Province du Canada ou Canada-Uni.

## Biographie
Il est né à Waverley Abbey, dans le Surrey (Angleterre). Il est le fils de John Buncombe Poulett Thomson, un commerçant londonien, copropriétaire de la J. Thomson, T. Bonar & co de Londres et de Saint-Pétersbourg, qui fut pendant plusieurs générations l’un des piliers du commerce avec la Russie et les ports de la Baltique. Après avoir travaillé quelques années pour l'entreprise paternelle en Russie et à Londres, il est élu député de Douvres à la Chambre des communes en 1826. En 1830 il entre au cabinet de lord Grey à titre de vice-président du comité de commerce du Conseil privé (communément appelé Board of Trade) et trésorier de la marine. Partisan du libre-échange et expert en finances, il est élu député de Manchester en 1832, conservant ce siège jusqu'en 1839. Il s'occupe en permanence de négociations commerciales internationales jusqu'en 1839, date à laquelle il devient gouverneur général du Canada.
Thomson succède à lord Durham comme gouverneur du Canada le 6 septembre 1839. Il a la responsabilité de mettre en œuvre l'union législative du Haut et du Bas-Canada dont le principe vient d'être voté au parlement britannique et qui prendra sa forme définitive dans l'Acte d'union en 1840. Il arrive à Québec le 19 octobre et se met aussitôt à la tâche de préparer les nouvelles institutions politiques, sous le principe de la domination britannique et anglicane sur les sujets francophones et catholiques. En août 1840, il reçoit le titre de baron Sydenham.
Les habitants du Haut-Canada sont plutôt favorables à l'Union, même s'ils essaient d'obtenir les conditions les plus favorables, comme d'avoir la capitale dans leur province, une représentation parlementaire plus grande que celle du Bas-Canada malgré une population moindre, et l'usage exclusif de l'anglais au Parlement et devant les tribunaux. Sydenham rejette certaines de ces demandes, mais doit accepter, par exemple, que les comptes rendus parlementaires soient en anglais seulement, et surtout que l'énorme dette publique du Haut-Canada soit assumée par l'ensemble de l'Union.
Sydenham ne croit pas pouvoir amener les habitants du Bas-Canada à accepter aussi bien l'Union. Effectivement, la plupart des francophones sont opposés à la fois au projet d'union et au gouverneur lui-même, qu'on surnomme « le poulet ». En préparation de l'élection de la première Assemblée législative prévue pour le début de 1841, il redéfinit les districts électoraux du Bas-Canada pour favoriser l'élection de plus de britanniques. De même, il permet à des fiers à bras d'intimider les électeurs francophones à plusieurs endroits. Louis-Hippolyte La Fontaine est un des candidats victimes de ces manœuvres. Celui-ci s'associe peu après à Robert Baldwin pour tenter de réformer l'Union.
Sydenham règle aussi la querelle sur les terres du clergé protestant au Canada-Ouest (ex-Haut-Canada). Le Family Compact interprétait la règle constitutionnelle comme désignant uniquement l'Église anglicane. Sydenham déclare que la moitié des terres réservées aux églises protestantes seraient partagées entre les Anglicans et les Presbytériens, et l'autre moitié serait partagée entre les autres dénominations protestantes.
Sydenham proclame officiellement la création de la Province du Canada le 10 février 1841, et les élections se tiennent en mars et avril. Il travaille à préparer l'administration de la nouvelle colonie, malgré des périodes de maladie (probablement la goutte). Il inaugure la première session du Parlement à  Kingston (Ontario) le 14 juin 1841 mais il est souvent en conflit avec les députés réformistes. Après un accident de cheval, il meurt du tétanos le 19 septembre suivant à Kingston.